# Chajim Drukman
Chajim Drukman, též přepisováno Chajim Druckman, (hebrejsky  חיים דרוקמן‎, plným jménem Chajim Me'ir Drukman, חיים מאיר דרוקמן‎; 15. listopadu 1932 Kuty, Polsko dnes Ukrajina – 25. prosince 2022 Jeruzalém) byl izraelský rabín, politik a poslanec Knesetu za Národní náboženskou stranu a za stranu Moraša.

## Biografie
Narodil se v roce 1932 ve městě Kuty. V roce 1944 přesídlil do tehdejší mandátní Palestiny. Sloužil v izraelské armádě, kde působil u jednotek Nachal. Absolvoval náboženská studia na ješivě Merkaz ha-rav a získal osvědčení pro výkon funkce rabína. Pracoval pak jako rabín a ředitel ješivy. V roce 1954 byl jedním z iniciátorů programu hesder, jehož cílem bylo integrovat studenty ješiv do izraelské armády. Tento program pak po řadu let vedl. Stál i u zrodu náboženské vojenské akademie ješiva Or Ecijon. Hovořil anglicky a jidiš.

## Politická dráha
Působil jako předseda centra sdružujícího ješivy napojené na hnutí Bnej Akiva. Byl ředitelem ješivy v Merkaz Šapira. V letech 1955–1956 byl vyslancem mládežnického hnutí Bnej Akiva v Spojených státech amerických. V roce 1983 zakládal tábor náboženských sionistů a hnutí Moraša.
V izraelském parlamentu zasedl poprvé po volbách v roce 1977, v nichž kandidoval za Národní náboženskou stranu. Byl pak členem výboru pro zahraniční záležitosti a obranu, výboru pro vzdělávání a kulturu a výboru pro jmenování rabínských soudců. Mandát obhájil ve volbách v roce 1981, opět za Národní náboženskou stranu. V průběhu funkčního období ovšem opustil její klub a působil coby samostatný, nezařazený poslanec. Nastoupil jako člen do výboru pro vzdělávání a kulturu, výboru pro zahraniční záležitosti a obranu a výboru pro jmenování rabínských soudců. V letech 1981–1982 také zastával vládní funkci, konkrétně byl náměstkem ministra náboženských služeb. Opětovně byl zvolen ve volbách v roce 1984, tentokrát za stranu Moraša, kterou zakládal. Během volebního období se ale vrátil do Národní náboženské strany. Působil coby člen výboru pro zahraniční záležitosti a obranu a podvýboru pro prověření výjimek z branné povinnosti pro studenty ješiv.
Znovu se do Knesetu dostal až po volbách v roce 1999. Tentokrát jako kandidát Národní náboženské strany. Zastával post člena výboru pro záležitosti vnitra a životního prostředí, výboru pro zahraniční záležitosti a obranu, výboru pro drogové závislosti a výboru pro jmenování rabínských soudců.
V roce 2012 obdržel Izraelskou cenu za celoživotní přínos společnosti.